# Platja de sa Coma
Platja de sa Coma (‚Strand von Sa Coma‘) ist der zweitlängste Sandstrand an der Ostküste der spanischen Baleareninsel Mallorca. Er befindet sich innerhalb des Ortes Sa Coma in der Gemeinde Sant Llorenç des Cardassar.

## Lage und Beschreibung

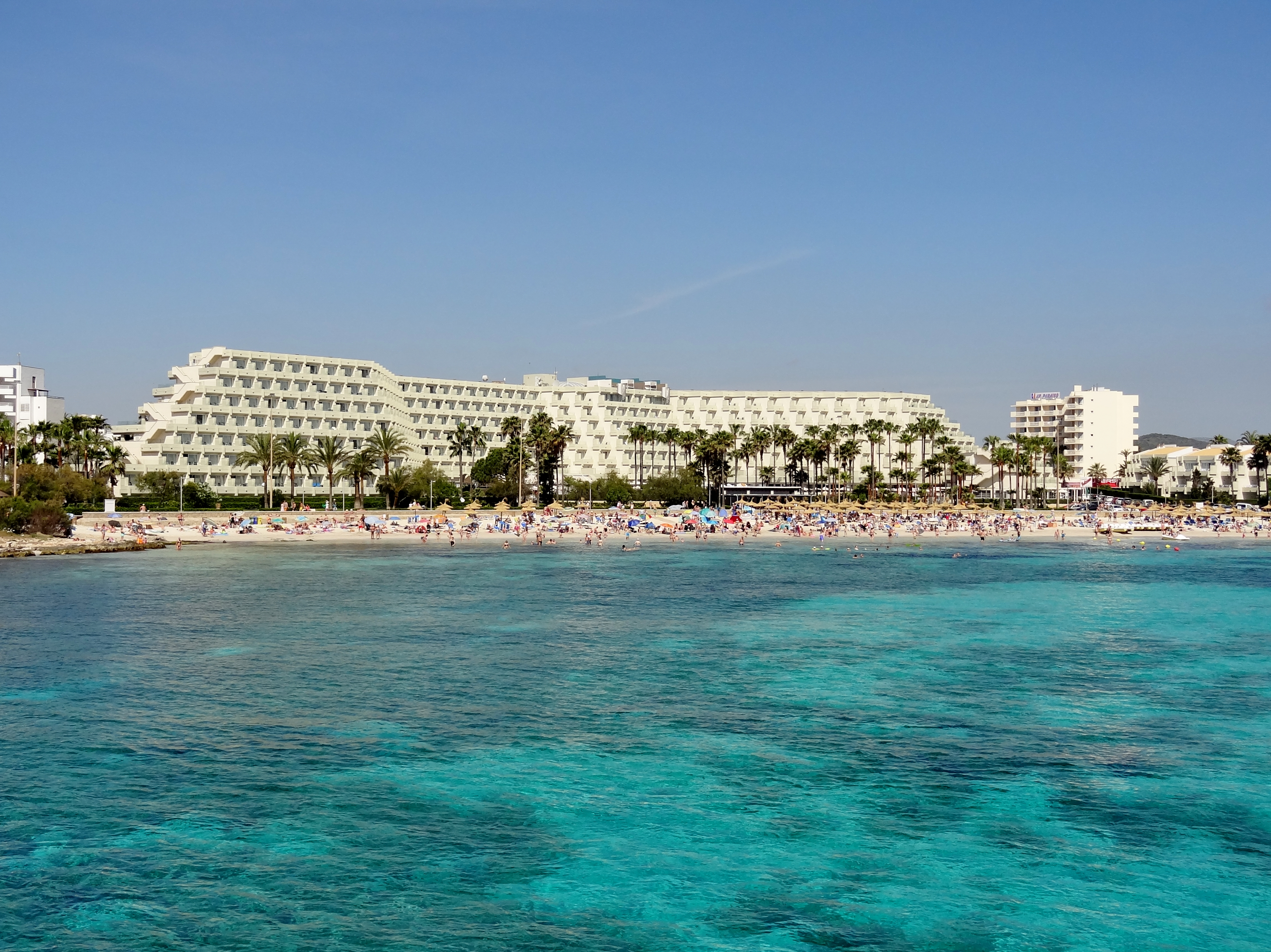
Südlicher Strandabschnitt

Die Platja de sa Coma ist Teil des vom Tourismus geprägten Ortes Sa Coma. Der Strand liegt zwischen der Halbinsel Punta de n’Amer im Nordosten und dem Kap sa Punteta im Süden. Die nordöstlichen 200 Meter des Strandes, östlich der Avinguda de ses Palmeres, grenzen an das 199,88 Hektar große Naturgebiet von besonderem Wert (Àrea natural d’especial interès – ANAI) von Punta de n’Amer, zu dem auch die dortige Rancho de sa Coma gehört. Hinter den übrigen Strandabschnitten stehen mehrgeschossige Gebäude, meist Hotels.
Der Strand von Sa Coma ist 890 Meter lang und bis zu 60 Meter breit. Er besteht aus feinem Sand, der in der Saison täglich gereinigt wird. Der Strand fällt flach ins Meer ab, in 200 Metern Entfernung vom Ufer beträgt die Wassertiefe um die drei Meter. Gelegentlich wird Seegras angespült, das an den bewirtschafteten Strandabschnitten beseitigt wird. An großen Teilen des Strandes stehen Sonnenschirme und es werden Liegen vermietet. Die hintere Strandbegrenzung besteht aus einer niedrigen Mauer zu einer Promenade vor den Gebäuden. An der Nordostseite des Strandes steht noch ein Bunker aus der Zeit des spanischen Bürgerkriegs (1936–1939). Er diente zur Verteidigung der Insel gegen die Landung der republikanischen Truppen.

## Zugang
Von der Straße MA-4023 zwischen Cala Millor und Porto Cristo führt die Avinguda de ses Palmeres direkt an die Nordseite des Strandes von Sa Coma. Sie endet dort in einer Sackgasse an einem Parkplatz. Südlich führen drei weitere Straßen, die Carrer Arboceres, die Carrer Nespleres und die Carrer Atzeroles aus dem Ort zur Platja de sa Coma.